# 不思議の環
不思議の環（ふしぎのわ、strange loop）は、階層的な系のいくつかのレベルを通過する周期的な構造である。系を介して階層の上方または下方の一方向のにみ移動しているのに、また元の場所に戻ってくる場合に、不思議の環は発生する。
不思議の環は、自己参照とパラドックスを含むことがある。不思議の環の概念はダグラス・ホフスタッターが提唱したもので、『ゲーデル、エッシャー、バッハ』で広範囲に論じられ、2007年に出版されたホフスタッターの『わたしは不思議の環』でさらに詳細に述べられている。
もつれた階層(tangled hierarchy)は、不思議の環が現れる階層意識システムである。

## 概要
不思議の環は、レベルの階層であり、それぞれのレベルは、ある種の関係によって少なくとも1つの他のレベルにリンクされている。不思議の環の階層は「もつれた階層」（ホフスタッターはこれを「ヘテラルキー」と呼んでいる）であり、明確に定義された最高または最低のレベルが存在せず、リンクに従って移動して行くと、最終的には出発点、すなわち元のレベルに戻る。ホフスタッターは不思議の環の例として、M・C・エッシャーの絵、バッハの『音楽の捧げもの』の5度のカノン、タンパク質合成とDNA複製を介して行われるDNAと酵素の間の情報の流れのネットワーク、形式体系における自己参照的なゲーデル文を挙げている。
『わたしは不思議の環』の中で、ホフスタッターは不思議の環を次のように定義している。
And yet when I say "strange loop", I have something else in mind — a less concrete, more elusive notion. What I mean by "strange loop" is — here goes a first stab, anyway — not a physical circuit but an abstract loop in which, in the series of stages that constitute the cycling-around, there is a shift from one level of abstraction (or structure) to another, which feels like an upwards movement in an hierarchy, and yet somehow the successive "upward" shifts turn out to give rise to a closed cycle. That is, despite one's sense of departing ever further from one's origin, one winds up, to one's shock, exactly where one had started out. In short, a strange loop is a paradoxical level-crossing feedback loop. (pp. 101-102)
とは言うものの、私が「不思議の環」と言うとき、私は別のこと（より具体的ではなく、より捉えどころのない概念）を思い浮かべてしまう。私が言う「不思議の環」とは（とりあえず、最初の一刺しがここにあるのだが）、物理的な回路ではなく、抽象的なループのことであり、その中で、循環を構成する一連の段階の中で、ある抽象的なレベル（または構造）から別のレベルへのシフトがあり、それは階層の中の上向きの動きのように感じられるが、なぜか、連続する「上向きの」シフトが、クローズドなサイクルを生み出すことになる。つまり、自分の原点から遠ざかっているという感覚にもかかわらず、衝撃的なことに、自分がスタートした場所に戻ってしまうのである。要するに、不思議の環とは、逆説的なレベル横断フィードバックループなのである。

## 認知科学において
人間の意識の中には不思議の環が形成される。それは、脳内の能動的な記号の複雑さは必然的に、ゲーデルが不完全性の定理の中で複雑な論理系や算術系に内在することを証明したのと同じ種類の自己参照につながるからである。ゲーデルは、数学や論理学には不思議の環が存在することを示した。命題は、数学的・論理的真理だけでなく、それらの真理を表現する記号体系をも参照している。このことは、「この文は偽である」のような文に見られるパラドックスにつながり、文の真偽の根拠がそれ自身とその主張を参照することに見出され、論理的パラドックスを引き起こす。
ホフスタッターは、心理的な自己は同様の種類のパラドックスから生じると主張している。我々は「私」("I")を持って生まれてきたわけではない。自我は、経験によって、我々の活動的なシンボルの濃密な網がタペストリーのような豊かで複雑なもの（それ自身がねじれ始めるのに十分なほど）として形成されて行くうちに、徐々に現れてくるのである。この観点によると、心理的な「私」とは、物語性のあるフィクションであり、象徴的なデータの摂取と、そのデータから自分自身についての物語を創造する自分自身の能力からのみ創造される何かである。その結果、見通し（心）は、神経系における記号的活動のユニークなパターンの集大成であり、それは、アイデンティティを作り、主観性を構成する記号的活動のパターンが、他の人の脳内で、そしておそらく人工的な脳内でさえも複製できることを示唆している。

## 不思議さ
不思議の環の「不思議さ」は、我々の知覚の仕方から来ている。それは、我々が入力を少数の「記号」（ホフスタッターは、外の世界の一つのことを表すニューロンのグループという意味で使用している）に分類するからである。それゆえ、ビデオフィードバックループと我々の不思議の環、すなわち「私」との違いは、前者が光を画面上の同じパターンに変換するのに対し、後者はパターンを分類してその本質を出力するので、我々は本質に近づくにつれて、不思議の環をさらに下っていくということである。

## 下方因果関係
ホフスタッターは、我々の心が「下方因果関係」によって世界を決定するように見えると考えている。これは、系の因果関係がひっくり返るような状況を指す。ホフスタッターは、ゲーデルの不完全性定理の証明の中でこのようなことが起こると述べている。
Merely from knowing the formula's meaning, one can infer its truth or falsity without any effort to derive it in the old-fashioned way, which requires one to trudge methodically "upwards" from the axioms.  This is not just peculiar; it is astonishing.  Normally, one cannot merely look at what a mathematical conjecture says and simply appeal to the content of that statement on its own to deduce whether the statement is true or false. (pp. 169-170)
公理から「上」に向かって几帳面に歩を進めるという昔ながらの方法を取らなくても、式の意味を知っているだけで、それを導き出す努力をしなくても、その式の真偽を推測することができるのである。これは特別なことではなく、驚くべきことである。通常、人は数学的な推論が述べていることを単に見て、その推論が真か偽かを推論するために、その推論の内容だけに訴えることはできない。
ホフスタッターは、同様の「因果関係の反転」は、自己意識を持っている心に起こるように見えると主張している。一般的な科学モデルによると、感情や欲望は厳密にニューロンの相互作用によって引き起こされ、心は、特定の感情の原因として自分自身を認識している（「私」は私の欲望の源である）。

## 例
ホフスタッターは、不思議の環の考え方を説明する例として、バッハの『トノスのカノン』、M・C・エッシャーの『滝』、『描く手』、『上昇と下降』、そして嘘つきのパラドックスを挙げているが、これはゲーデルの不完全性定理の証明で完全に表現されている。
「鶏が先か、卵が先か」のパラドックスは、不思議の環の最もよく知られた例である。
ドラゴンが自分の尻尾を食べる姿を描いた「ウロボロス」は、おそらく反射的ループの概念を最も古く普遍的に象徴的に表現したものの一つであろう。
シェパードトーンは、不思議の環の一つの例である。シェパードトーンとは、アメリカの認知科学者ロジャー・シェパードにちなんで名付けられたもので、オクターブ単位で隔てられた音を重ね合わせた音である。基底の音高を上や下に移動させたものを、シェパード音階という。これにより、音程を連続的に上昇または下降させているのに、上昇も下降もしていないように聞こえる錯聴を作り出すことができる。同様に、ジャン＝クロード・リセが実証した、音高がどんどん上がってゆく（または下がってゆく）ように聞こえる音を作ることもできる。
不思議の環を描いた錯視には、ペンローズの階段やサインポール錯視などがある。
プログラミングにおけるクワインとは、外部からの入力なしに、自身のソースコードと完全に同じ文字列を出力するプログラムのことである。似たような概念にメタモーフィックコードがある。
嘘つきのパラドックスやラッセルのパラドックス、ルネ・マグリットの絵画『イメージの裏切り』もまた、不思議の環を含んでいる。
「多義性」(polysemy)という数学的現象は、不思議の環であることが観察されている。叙述レベルでは、この用語は、単一の実体が複数の数学的対象を意味していると見られる状況を指す。Tanenbaum (1999)を参照のこと。
『アンドルー・ラング世界童話集』に日本の民話として収録されている「石切りの職人」は、社会と自然の階層関係を不思議の環として書いている。